# Andy Cabrera Avila
 (décembre 2017).
Si vous disposez d'ouvrages ou d'articles de référence ou si vous connaissez des sites web de qualité traitant du thème abordé ici, merci de compléter l'article en donnant les références utiles à sa vérifiabilité et en les liant à la section « Notes et références ».
Andy Cabrera Avila, né à Cardenas (Cuba) en 1971, est un apnéiste franco-cubain, spécialiste de l’apnée sportive, dont il détient plusieurs records mondiaux.

## Biographie
Andy Cabrera Avila naît à Cardenas (Cuba) en 1971. Il grandit au bord de la mer. Petit, il pratique la chasse sous-marine avec des fusils de sa propre fabrication à l’aide d’un cintre et d’une chambre à air de vélo.
Après son service militaire, à 20 ans, il devient moniteur international de plongée (CMAS et PADI) et exerce à Cuba mais aussi à la Jamaïque, aux Galapagos, en Espagne, au Chili durant 18 ans.
En 2000, il devient moniteur international d’apnée (ApneaAcademy) en Sardaigne entraîné par Umberto Pelizzari.
Il s’installe en France en 2006. Il obtient les BEES 1er degré (brevet d'État d'éducateur sportif) de natation et de plongée en 2010. Puis il devient moniteur MEF1 (moniteur entraineur fédéral apnée premier degré) et AIDA (Association internationale pour le développement de l'apnée) en 2011, puis MEF2 en 2015 et Scuba schools international apnée niveau 2 en 2016.
Il obtient la nationalité française en 2012. Cette année-là, il fonde le club d'Apnée associatif Aquamundo à Saint-Cyr-l'École rattaché à la FFESSM et à l'AIDA.
Il se lance dans des challenges d’endurance en apnée pour des causes caritatives qui lui tiennent à cœur : handicap, autisme, maladies orphelines, cause animale,, etc.
Ainsi le 22 mai 2016, il entreprend de battre le record d’apnée endurance de 6 heures de Pascal Mazé (établi en février 2016 avec 374 longueurs de 25 m) en réalisant 694 longueurs de 25 mètres (17,350 km) pour récolter des fonds pour offrir un exosquelette à une fillette handicapée.
Puis le 3 décembre 2016, à l’occasion du Téléthon, il établit une nouvelle performance mondiale d’apnée sportive de 12 h avec 1 167 longueurs de 25 mètres soit 29,175 km.
L’année suivante pour le téléthon 2017, les 9 et 10 décembre, il établit à nouveau deux nouvelles références mondiales avec :
- 1 238 longueurs de 25 mètres en 12 heures, soit 30,950 km,
- 2 134 longueurs de 25 mètres en 24 heures, soit 53,350 km[7],[8].

## Palmarès et défis

### Résultats
Meilleures performances en compétition d’apnée FFESSM (Fédération française d'études et de sports sous-marins) en France :
- Compétition Inter-régionale FFESSM à Melun en 2013 : médaille de bronze à l’épreuve de sprint endurance 16 × 50 m en 19 min 46 s
- Compétition Inter-régionale FFESSM à Harnes en 2014 : médaille d’or à l’épreuve de sprint endurance 16 × 25 m en 5 min 20 s
- Finale de la Coupe de France FFESSM à Dunkerque en 2015 : médaille d’argent à l’épreuve de sprint endurance 16 × 50 m en 12 min 54 s
- Championnat de France FFESSM à Chartres en 2015 : 8e à l’épreuve de sprint endurance 16 × 50 m en 13 min 25 s
- Compétition Inter-régionale FFESSM à Boulogne-Billancourt en 2016 : médaille de bronze à l’épreuve de sprint endurance 16 × 25 m en 4 min 59 s
- Compétition Inter-régionale FFESSM à Montreuil en 2016 : médaille de bronze à l’épreuve de sprint endurance 16 × 50 m en 13 min 57 s
- Compétition Inter-régionale FFESSM à Melun en 2015 : médaille d’argent à l’épreuve de sprint endurance 16 × 50 m en 13 min 24 s

### Défis
L'apnée endurance consiste à parcourir la plus grande distance possible en apnée. Les phases de ventilation et d’apnée sont alternées, le temps étant décompté à chaque respiration du plongeur. Dans le cadre de l'apnée d'endurance dite statique, le plongeur reste immobile et le temps est décompté dès que les voies respiratoires émergent.
La discipline reconnait essentiellement le 16 × 25 m et le 16 × 50 m. Hors compétition officielle, des apnéistes établissent des performances de distance sur des temps fixes, 1 h, 3 h, 6 h, 12 h et 24 h en apnée dynamique et également en apnée statique.
| Discipline     | Date                 | Lieu                                                                              | Catégorie                     | Performance                                              | Conditions          |
| -------------- | -------------------- | --------------------------------------------------------------------------------- | ----------------------------- | -------------------------------------------------------- | ------------------- |
| Endurance 1 h  |                      | Saint-Cyr-l'École                                                                 | statique                      | 59 min 23 s en apnée soit 37 s de respiration[pas clair] |                     |
| Endurance 1 h  | 4 avril 2017         | Saint-Cyr-l'École                                                                 | Dynamique avec monopalme      | 155 bassins soit 3 875 m                                 | bassin de 25 mètres |
| Endurance 1 h  | 6 mai 2017           | Morlaix                                                                           | Dynamique sans palmes (DNF)   | 101 bassins soit 2 525 m                                 | bassin de 25 mètres |
| Endurance 6 h  | 22 mai 2016          | Saint-Cyr-l'École                                                                 | Dynamique avec petites palmes | 694 bassins soit 17,350 km                               | bassin de 25 mètres |
| Endurance 12 h | 3 décembre 2016      | Saint-Cyr l'École                                                                 | Dynamique avec petites palmes | 1 167 bassins soit 29,175 km                             | bassin de 25 mètres |
| Endurance 24 h | 10 décembre 2017     | Saint-Cyr-l'École                                                                 | Dynamique avec petites palmes | 2 136 bassins soit 53,350 km                             | bassin de 25 mètres |
| Endurance 3 h  | 10 juin 2018         | Saint-Cyr-l'Ecole                                                                 | Dynamique avec petites palmes | 395 bassins soit 9,875 km                                | bassin de 25 m      |
| Endurance 6 h  | 24 mars 2019         | Saint-Cyr-l'Ecole                                                                 | Statique                      | 5 h 55 min 47 s en apnée soit 4 min 12 s de respiration  |                     |
| Endurance      | du 5 au 11 juin 2021 | Hyères - Porquerolles- Port Cros- île du Levant - Brégançon - La Londe les Maures | Dynamique Monopalme           | plus de 52 km parcourus en apnée                         | en mer              |